# 赤道ギニアの国章
赤道ギニアの国章（せきどうギニアのこくしょう）は、1979年8月21日に現在のデザインが制定された。
カポックが描かれた灰白色の盾は、スペインと赤道ギニアの地方の支配者間で初めて条約が調印された場所を表している。盾の下のリボンには、スペイン語で国の標語である「UNIDAD, PAZ, JUSTICIA（統一、平和、正義）」と記されている。マシアス・ンゲマの時代に標語は変更されたが、のちに現在のデザインとなった。
盾の上の6つの六芒星は、赤道ギニアの領土であるアフリカ大陸本土と5つの島を表している。

## 過去の国章
マシアス・ンゲマ政権時代に制定された国章には社会主義を示す農具と剣、ニワトリが描かれている。

スペイン領ギニアの紋章
スペイン植民時代リオ・ムニの紋章
マシアス・ンゲマ政権時代の国章（1973年–1979年）